# Джузеппе Галімберті
Джузеппе Галімберті (італ. Giuseppe Galimberti, 24 лютого 1903, Мілан — ?) — італійський футболіст, що грав на позиції нападника.
Виступав, зокрема, за клуб «Комо».

## Ігрова кар'єра
Народився 24 лютого 1903 року в місті Мілан. Вихованець футбольної школи клубу «Інтернаціонале».
У дорослому футболі дебютував 1924 року виступами за команду «Тревільєзе», в якій провів три сезони. 
Своєю грою за цю команду привернув увагу представників тренерського штабу клубу «Комо», до складу якого приєднався 1927 року. Відіграв за команду з Комо наступні два сезони своєї ігрової кар'єри.
Згодом з 1929 по 1938 рік грав у складі команд «Аталанта», «Варезе», «Павія», «Саронно» та «Тревільєзе».
Завершив ігрову кар'єру у команді «Дополаворо Дальміне», за яку виступав протягом 1938—1939 років.